# Головацкий, Иван Фёдорович
Иван Фёдорович Головацкий (укр. Іва́н Фе́дорович Голова́цький; 1816, Чепели, Галиция, Австрийская империя (ныне Золочевский район, Львовская область, Украина) — 9 февраля 1899, Вена) — западноукраинский общественный деятель, галицкий журналист, публицист, издатель, редактор, поэт, переводчик. Галицкий русофил.

## Биография
Сын священника. Младший брат Я. Головацкого, галицкого будителя, поэта, писателя, фольклориста, одного из основателей группы «Русская троица».
И. Головацкий среди ближайшего окружения «Русской троицы» был известен под именем «Богдан». В 1835—1836 годах учился во Львовской духовной семинарии, затем, в 1836—1839 годах на медицинском факультете Пештского (ныне Будапешт, Венгрия) и Венского (1839—1841) университетов.
Некоторое время занимался врачебной практикой, впоследствии занялся публицистикой.
Был членом редакции (1849) правительственного «Галич-русского вестника» в Львове и главным редактором (1850—1852) «„Вѣстникъ для Русиновъ Австрийскоы державы“».
Работал в библиотеке, был официальным переводчиком законов Габсбургской монархии на русинский (украинский) язык.
Имел определенные заслуги в деле издания в Австрии первых книг на русинском (украинском) языке. При его участии опубликованы «Галицкие присказки и загадки» собранные Г. Илькевичем («Галицкіи приповѣдки и загадки». Вена, 1841) и альманах «Вінок русинам на обжинки» (Вена, 1846—1847, ч. 1-2).
Собственные литературные сочинения, научные исследования и заметки И. Головацкий публиковал в различных венских и львовских изданиях. Как поэт обратил на себя внимание циклом сонетов и лирическими стихами. В 1860 году издал в Вене на русинском (украинском) языке «Читанку», которая состояла, в основном, из его переводов.
Поддерживал тесные связи со многими деятелями сербского, словацкого и чешского национальных движений.
В 1830—1840-х годах отстаивал идеи федерации славянских народов. Под влиянием православного священника русской посольской церкви в Вене М. Раевского занял москвофильские позиции.